# Rio Mulde
O Mulde é um rio na Saxônia e Saxônia-Anhalt, Alemanha. É um tributário pela margem esquerda do rio Elba e tem 124 km de extensão.
O rio é formado pela confluência, próximo a Colditz,  do Zwickauer Mulde (correndo através de Zwickau) e do Freiberger Mulde (com Friburgo em suas margens), ambos nascendo nos Montes Metalíferos. Dali, os rios correm para o norte através da Saxônia (Grimma, Wurzen, Eilenburg, Bad Düben) e Saxony-Anhalt (Jeßnitz e Dessau, a antiga capital de Anhalt). O Mulde desagua no Elba a 3 km a norte de Dessau.
Em agosto de 2002, uma enchente causou grandes danos, que ameaçaram até Patrimônio Mundial da UNESCO "Dessau-Wörlitzer Gartenreich" e a cidade de Dessau. Em especial, as cidades de Döbeln e Grimma sofreram com os danos da cheia.
Seu nome pode derivar do antigo alemão (possivelmente gótico) "Mulda" (𐌼ᚢ𐌻ᛞᚨ), significando "poeira" e um cognato do Inglês "mould"). Porém, é mais possivelmente relacionado ao Alemão "mahlen", que significa  "moer". Além disso, Mulde provavelmente significa "o rio moedor" e corresponde ao grande número de moinhos transportados pelo rio em tempos antigos. Atualmente, há usinas hidrelétricas em uso.